# Viktor Cholnoky
Viktor Cholnoky (n. 1868– d. 1912) este un scriitor maghiar.
1. ↑  PIM authority[*] Verificați valoarea |titlelink= (ajutor);
2. ↑  Cholnoky Viktor, PIM authority[*]